# La Puente (California)
La Puente, fundada en 1956, es una ciudad ubicada en el condado de Los Ángeles en el estado estadounidense de California. En el año 2000 tenía una población de 41,526 habitantes y una densidad poblacional de 4,539.5 personas por km².

## Geografía
La Puente se encuentra ubicada en las coordenadas 34°1′57″N 117°57′19″O / 34.03250, -117.95528. Según la Oficina del Censo, la ciudad tiene un área total de 9,05 km² (3,5 mi²), de la cual 9,05 km² (3,5 mi²) es tierra y 0 km² (0 mi²) (0%) es agua.

### Localidad adyacentes
El siguiente diagrama muestra a las Localidad en un radio de 8 kilómetros (5 mi) de La Puente.

## Demografía
Según la Oficina del Censo en 2000 los ingresos medios por hogar en la localidad eran de $41,222, y los ingresos medios por familia eran $41,079. Los hombres tenían unos ingresos medios de $26,381 frente a los $22,018 para las mujeres. La renta per cápita para la localidad era de $11,336. Alrededor del 18.9% de la población estaban por debajo del umbral de pobreza.

## Educación
El Distrito Escolar Unificado Hacienda La Puente gestiona las escuelas públicas que sirve a la ciudad.